# Circonvoluzione fusiforme
La circonvoluzione fusiforme (in inglese: fusiform gyrus) è una parte mesiale del lobo temporale nell'area di Brodmann 37. Lo si conosce anche come il giro occipitotemporale (discontinuo). Altre fonti parlano del giro fusiforme come una zona sovrastante il giro occipitotemporale e sottostante il giro paraippocampale.

## Funzioni
Esistono ancora alcune dispute sulle effettive funzionalità del giro fusiforme, ma vi è un consenso relativo sui seguenti fatti:
1. Il giro fusiforme si occupa dell'elaborazione di informazioni cromatiche
2. Riconoscimento del viso e del corpo
3. Riconoscimento delle parole
4. Riconoscimento dei numeri  [messo in disputa: potrebbe essere il risultato di una risposta globale di qualsiasi compito di riconoscimento generico, è necessaria ulteriore evidenza statistica]
5. Identificazione precisa all'interno di una categoria

Alcuni ricercatori ritengono che il giro fusiforme possa essere correlato al disordine noto come prosopoagnosia, o cecità alle facce. Alcune ricerche hanno mostrato anche l'area fusiforme delle facce, un'area all'interno del giro fusiforme, che è fortemente coinvolta nella percezione dei visi ma soltanto verso le identificazioni all'interno di una categoria generica, compito che si dimostra essere una delle funzioni del giro fusiforme. Il giro fusiforme è stato anche coinvolto nella percezione delle emozioni negli stimoli facciali.
Recenti ricerche di imaging funzionale hanno visto l'attivazione del giro fusiforme durante la percezione soggettiva dei grafema-colore nelle persone con sinestesia.

## Immagini addizionali

Vista basale del cervello umano
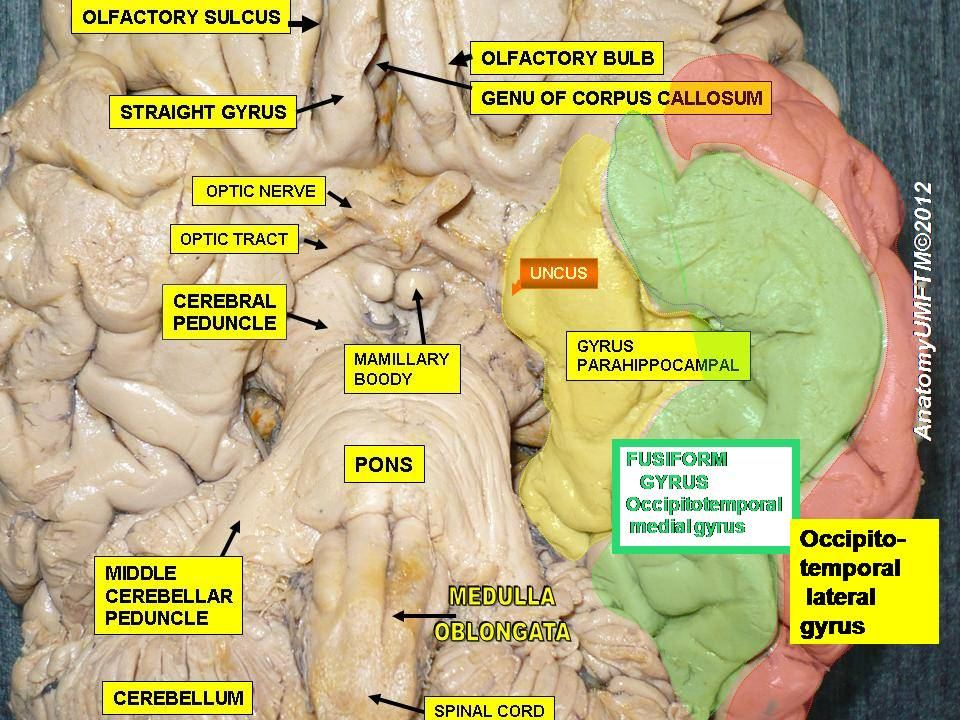
Giro fusiforme
Animazione con enfasi in rosso del giro fusiforme